# Thomas de Foix

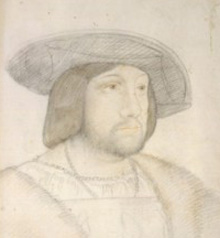
Der Marschall Thomas de Foix-Lescun. Zeichnung von Jean Clouet aus dem 16. Jahrhundert.

Thomas de Foix († 3. März 1525 in Pavia) war ein Bischof von Tarbes, französischer Militär und seit 1518 Marschall von Frankreich.
Thomas war der zweitgeborene Sohn von Jean de Foix, Vizegraf von Lautrec und Villemur, und dessen Ehefrau Jeanne d'Aydie. Seine Brüder waren der Marschall Odet de Foix und der General André de Foix, die Schwester Françoise war die Mätresse des Königs Franz I. von Frankreich.
Thomas erhielt bereits in jungen Jahren um 1505 die Bischofsweihe, doch nahm er dieses Kirchenamt seit 1509 nicht mehr wahr. Stattdessen setzte er den Italiener Leonardo di Bartolomeo Bartolini als Prokurator in seinem Bistum ein, der dort fortan die Geschäfte führte. Um 1514 gab Thomas de Foix seine kirchliche Laufbahn ganz auf und trat in den militärischen Dienst des Königs von Frankreich. Nachdem er von Pierre du Terrail, dem „Ritter ohne Furcht und Tadel“, zum Ritter geschlagen worden war, erbte de Foix um 1515 von seiner Mutter die Herrschaft Lescun. 1518 wurde er von König Franz I. zum Marschall von Frankreich ernannt; von seinen Zeitgenossen wurde er Maréchal de Lescun oder Maréchal de Foix genannt. 1520 erfolgte seine Aufnahme in den Michaelsorden.
Thomas de Foix nahm im Gefolge seines älteren Bruders in den italienischen Kriegen Frankreichs gegen das Haus Habsburg teil. Dabei nahm er nach 1515 zeitweise die Statthalterschaft über Mailand in Vertretung für seinen Bruder war, wurde dabei aber wegen seiner harten Herrschaft von den Mailändern verjagt. Ab 1516 leistete er gemeinsam mit Giovanni dalle Bande Nere dem Papst Leo X. und dessen Neffen Lorenzo di Piero de’ Medici Waffenhilfe in deren Kampf um das Herzogtum Urbino. Am 27. April 1522 befehligte de Foix in der Schlacht bei Bicocca die Kavallerie auf dem linken Flügel des französisch-venezischen Heeres, welche er gegen die Kavallerie der Kaiserlichen unter Francesco II. Sforza führte. Doch die Niederlage der Franzosen in dieser Schlacht führte zu dem endgültigen Verlust Mailands für Frankreich. Im Februar 1525 war Thomas de Foix einer der drei Marschälle im Heer des Königs Franz I. welches die Stadt Pavia belagerte, wo es am 24. Februar zur entscheidenden Schlacht gegen das kaiserlich-spanische Heer kam. Als dort die Kaiserlichen in das Zentrum des französischen Heeres durchbrachen, zeichnete sich de Foix durch seine kühne Verteidigung des Königs aus. Der Maréchal de La Palice wie auch der Amiral de Bonnivet fielen. Thomas de Foix, durch zwei Treffer einer Arkebuse schwer verwundet, sowie der Maréchal de Montmorency wie auch der König selbst gerieten in Gefangenschaft in der de Foix nach wenigen Tagen seinen Wunden erlag.